# Eric Jurenas
Eric Jurenas (geboren 1989) ist ein US-amerikanischer Opernsänger des Stimmfachs Countertenor.

## Leben und Werk
Jurenas studierte an der University of Cincinnati und an der Juilliard School in New York City, wo er mit Master und „summa cum laude“ abschloss. Er begann seine ersten Studienjahre als Bariton, wechselte aber bald in höhere Stimmlagen. Er gewann mehrere Preise bei Gesangswettbewerben und wurde rasch zu Festivals und an bedeutende Opernhäuser eingeladen. 2015 sang er beim Glimmerglass Festival in Cooperstown (New York), 2017 bei den Festwochen der Alten Musik in Innsbruck, 2019 bei den Händel-Festspielen in Göttingen. Schwerpunkte seines Repertoires sind einerseits Barockopern – insbesondere Werke Händels und Vivaldis – und andererseits zeitgenössisches Musiktheater. Jurenas singt seit 2016 vor allem in Europa, überwiegend im deutschsprachigen Raum. Regelmäßig wird er von der Oper Frankfurt, der Komischen Oper Berlin und der Bayerischen Staatsoper in München verpflichtet. Sein Händel-Repertoire umfasst den Arsamene im Serse, den Alexander in Poro, den er in einer Inszenierung von Harry Kupfer an der Komischen Oper verkörperte, den Narciso in Agrippina, den er in einer Inszenierung von Barrie Kosky bei den Münchner Opernfestspielen sang, weiters den Athamas in Semele und den Tolomeo in Giulio Cesare in Egitto. Als Narciso debütierte er übrigens auch in Amsterdam und – an der Seite von Joyce DiDonato – am Royal Opera House Covent Garden in London. Seine Vivaldi-Rollen sind Fulvio und Arbace in Catone in Utica sowie der Andronico in Bajazet. Stets lobt die Kritik nicht nur seine stimmlichen Kapazitäten, sondern auch seine schauspielerische Begabung.
Sein Europa-Debüt absolvierte er an der Wiener Staatsoper, im März 2016 als Natascha in Tri sestry, einer Anton-Tschechow-Vertonung des ungarischen Komponisten Peter Eötvös. In der Uraufführung der Oper Wahnfried von Avner Dorman im Januar 2017 im Badischen Staatstheater Karlsruhe verkörperte er Siegfried Wagner. Im Dezember 2019 übernahm er an der Wiener Staatsoper den Guardian Angel in der Uraufführung von Orlando, einer Virginia-Wolff-Vertonung der österreichischen Komponistin Olga Neuwirth. Am Broadway alternierte er 2018 mit seinen Kollegen Iestyn Davies und James Hall als Stimme Farinellis in Farinelli and the King von Claire van Kampen. An der Komischen Oper in Berlin sang er den Herold in Medea von Franz Grillparzer und Aribert Reimann. Sein Debüt als Fürst Go-Go in Ligetis Le Grand Macabre, geplant für September 2020 an der Frankfurter Oper, und die szenische Fassung von Jephtha an der Komischen Oper mussten COVID-19-bedingt abgesagt werden.
Auch im Konzertsaal besteht sein Repertoire überwiegend aus Werken Georg Friedrich Händels, seien es Oratorien oder konzertante Aufführungen von Opern. Er sang im Messiah (mit Boston Baroque und den American Bach Soloists), im Saul und in Israel in Egypt. Mit dem Ensemble Matheus, dirigiert von Jean-Christophe Spinosi, unternahm er – als Eustazio in Händels Rinaldo – eine Tournee, die ihn nach Brest, Lyon und Versailles sowie nach Moskau und an das Theater an der Wien führte. Weiters singt er oft und gerne Bach, Purcell und Vivaldi, fallweise Werke von Benjamin Britten und John Adams.

## Wettbewerbe (Auswahl)
- 2016: Finalist bei Meistersinger von Nürnberg
- 2016: 3. Preis beim Pietro Antonio Cesti-Wettbewerb in Innsbruck
- 2016: 1. Preis bei der Handel Aria Competition in Madison, Wisconsin
- 2017: 2. Preis beim Concours Corneille (Concours International de Musique Baroque) in Rouen